# Ballana dupla
Ballana dupla är en insektsart som beskrevs av Delong 1964. Ballana dupla ingår i släktet Ballana och familjen dvärgstritar. Inga underarter finns listade i Catalogue of Life.